# Thucydides

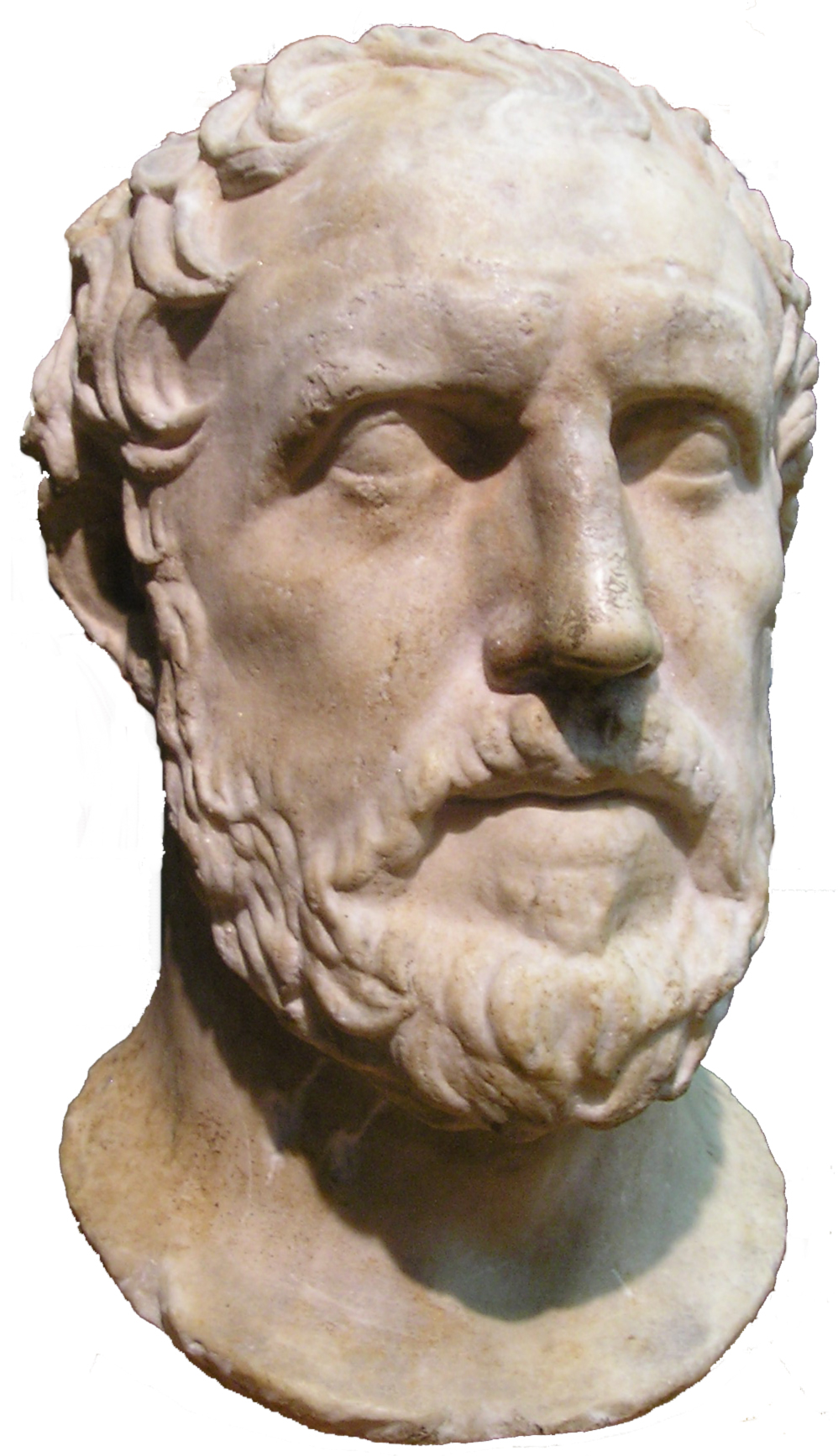
Tượng bán thân Thucydides đặt tại bảo tàng Royal Ontario, Toronto, Canada.

Thucydides (460 - 395 TCN) (tiếng Hy Lạp Θουκυδίδης, Thoukydídēs) là sử gia Hy Lạp và tác giả quyển Lịch sử chiến tranh Peloponnese kể lại cuộc chiến ở thế kỷ 5 trước Công nguyên giữa Sparta và Athens cho tới năm 411 TCN. Thucydides được coi là cha đẻ của khoa học lịch sử do những tiêu chuẩn khắt khe mà ông đưa ra đối với việc thu thập cứ liệu và phân tích lịch sử trên cơ sở quan hệ nhân quả không có sự can thiệp của các vị thần hay các yếu tố tâm linh, như ông đã viết trong lời giới thiệu tác phẩm của mình.
Ông cũng là cha đẻ của trường phái chính trị thực dụng coi quan hệ giữa các quốc gia chỉ dựa trên sức mạnh chứ không phải công lý. Những tác phẩm kinh điển của ông hiện vẫn được giảng dạy tại các trường đại học và trường quân sự trên toàn thế giới, riêng phần Đối thoại Melos trong Lịch sử chiến tranh Peloponnese được coi là giáo trình vỡ lòng của bộ môn lý luận quan hệ quốc tế.
Tổng quát hơn, Thucydides thể hiện sự quan tâm tới việc tìm hiểu bản chất con người bằng cách giải thích các hành vi trong khủng hoảng như bệnh dịch, diệt chủng (đã được sử dụng với những người Melos) và nội chiến.

## Cuộc đời
Mặc dù Thucydides là một nhà sử học vĩ đại, các nhà lịch sử hiện đại lại biết rất ít ỏi về cuộc đời ông. Những thông tin đáng tin cậy nhất được rút ra từ quyển Lịch sử chiến tranh Peloponnese của ông, trong đó có đề cập tới quốc tịch, cha mẹ và nơi ông sống. Thucydides kể lại rằng ông từng chiến đấu trong cuộc chiến đó, bị mắc một thứ bệnh dịch và bị thành bang Athens trục xuất.

### Cứ liệu từ tài liệu giai đoạn cổ đại
Thucydises tự coi mình là một người Athens. Ông kể rằng cha ông tên là Olorus quê ở Alimos, Athens. Ông sống sót qua trận đại dịch ở Athens đã giết chết nhà chính trị và triết học Pericles cùng nhiều người khác ở Athens. Ông cũng cho biết ông sở hữu những mỏ vàng tại Scapte Hyle, một khu vực bờ biển tại Thrace, đối diện với đảo Thasos.

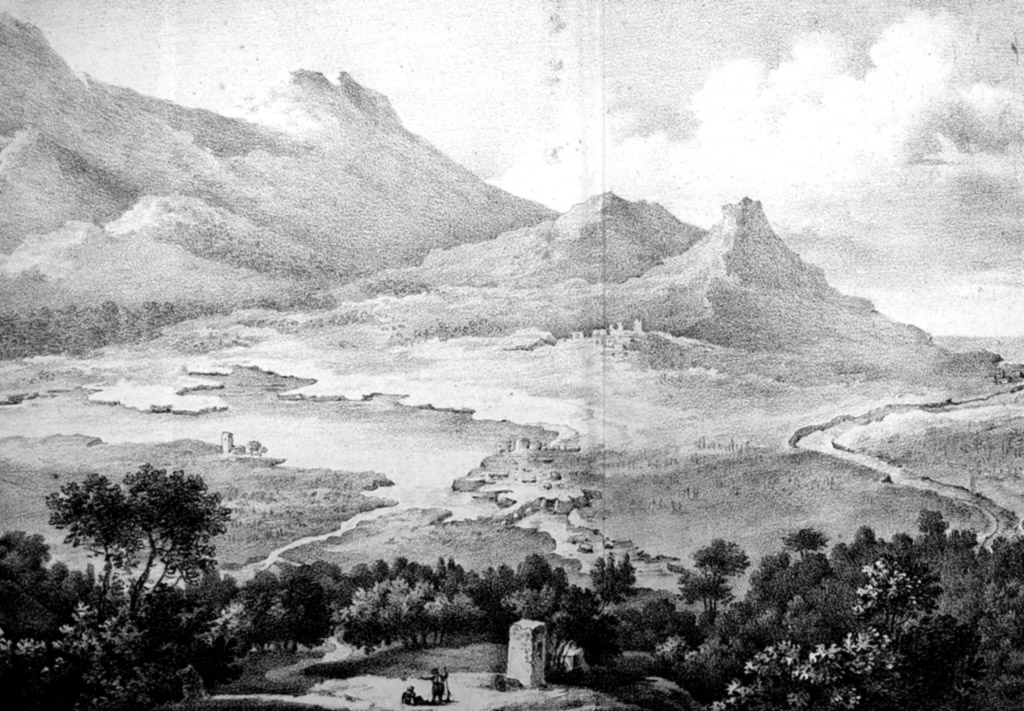
Những tàn tích ở Amphipolis trong bức vẽ của E. Cousinéry, 1831: cây cầu bắc qua Strymon, các pháo đài của thành phố và bức tường thành

Nhờ ảnh hưởng ở vùng Thrace, Thucydides được cử đi làm tổng trấn Thasos vào năm 424 trước Công nguyên. Trong mùa đông 424-423 TCN, vị tướng của Sparta Brasidas tấn công Amphipolis, một hòn đảo cách Thasos nửa ngày đi thuyền về hướng tây. Eucles, chỉ huy của quân Athens ở Amphipolis, đã yêu cầu Thucydides tới cứu viện. Brasidas biết được sự có mặt của Thucydides ở Thasos, ảnh hưởng của ông với người dân tại Amphipolis cũng như lo ngại quân tiếp viện tới từ biển, đã hành động nhanh chóng với việc đưa ra những điều khoản rộng rãi yêu cầu người Amphipolis đầu hàng và họ đã chấp nhận. Vậy là, khi Thucydidies tới đó, Amphipolis đã nằm dưới sự kiểm soát của quân Sparta. (Xem thêm trận Amphipolis)
Amphipolis có vị trí chiến lược rất quan trọng. Tin tức về việc hòn đảo thất thủ đã gây ra sự khiếp đảm ở Athens. Thucydides bị buộc tội không giữ được hòn đảo dù ông đã giải thích rằng đơn giản là ông không có cách nào đến cứu viện kịp thời. Vì không giữ được Amphipolis, Thucydides bị lưu đày:
| “ | Số phận của tôi được định đoạt là sẽ bị lưu đày khỏi đất nước trong hai mươi năm sau sự kiện Amphipolis. | ” |

Với tư cách là một người bị Athens lưu đày, Thucydides đi lại tự do trong những thành bang, đảo quốc và bộ lạc đồng minh của Peloponnesia. Ông đã có cơ hội quan sát cuộc chiến từ cả hai phía. Trong thời gian này, ông tiến hành những nghiên cứu quan trọng cho tác phẩm sử học sau này của mình. Thucydides nói ông theo đuổi việc viết tác phẩm "Chiến tranh Peloponnesse" vì nó sẽ kể lại một trong những cuộc chiến tranh vĩ đại nhất giữa những người Hy Lạp về quy mô.

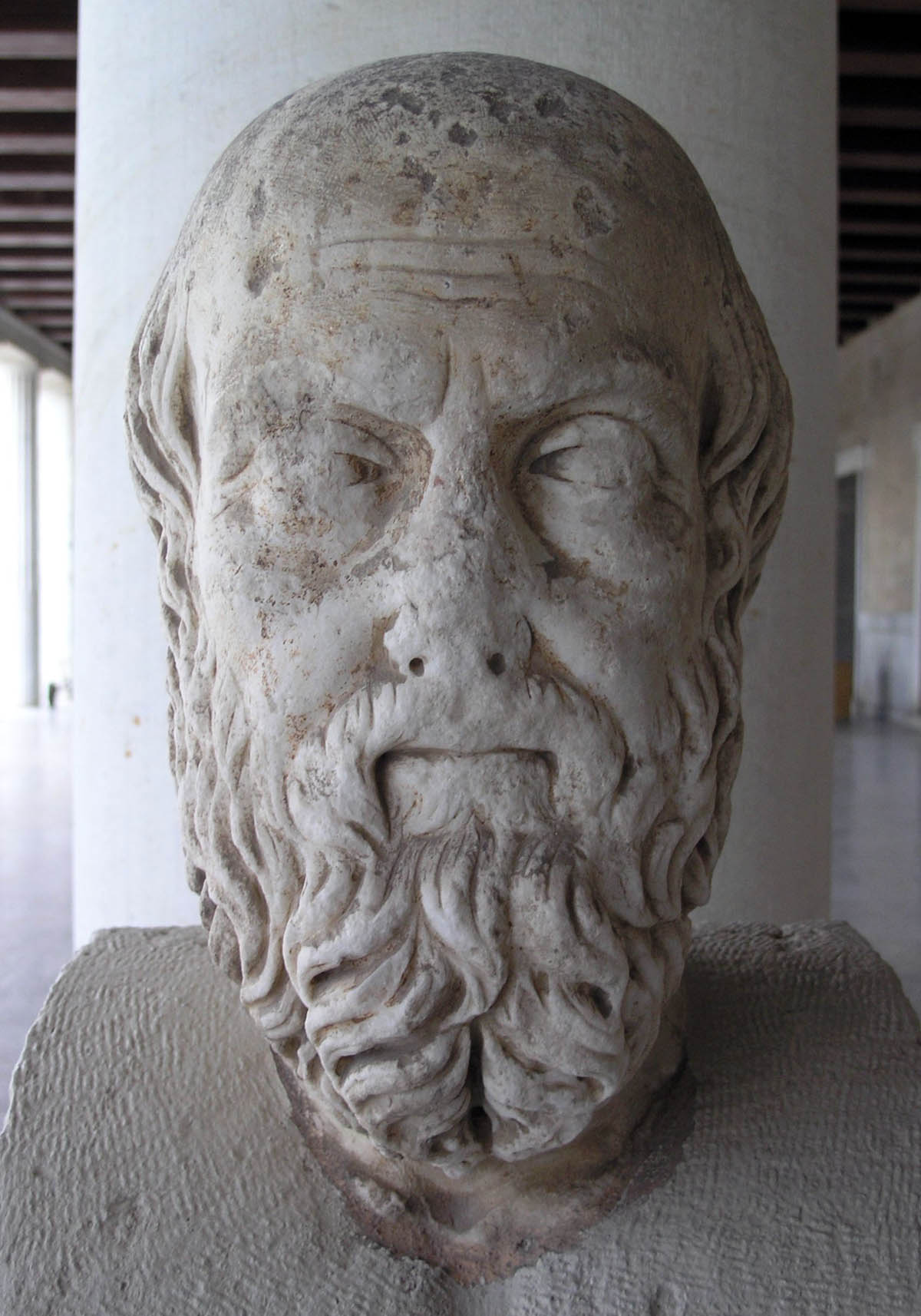
Tượng bán thân Herodotus

Đó là tất cả những gì Thucydides viết về cuộc đời của chính ông, nhưng chúng ta biết thêm một số điều khác nhờ các nguồn sử liệu cùng thời. Herodotus viết rằng tên cha của Thucydides, Olorus, có liên quan tới dòng dõi hoàng tộc ở Thrace. Thucydides có thể cũng có mối liên hệ về gia đình với chính trị gia và vị tướng của Athens Miltiades, và con trai ông này Cimon, những nhà lãnh đạo của hội đồng quý tộc đã hất cẳng nghị viện dân chủ. Ông ngoại của Cimon cũng tên là Olorus, khiến giả thiết nói trên càng được củng cố. Một người khác có tên là Thucydides cũng đã từng sống ở Thrace trước kia. Cuối cùng, Herodotus xác nhận mối liên hệ của gia đình Thucydides với những mỏ vàng ở Scapte Hyle.
Kết hợp tất cả các cứ liệu riêng lẻ, có vẻ như gia đình Thucydides sở hữu một lãnh địa lớn tại Thrace, một lãnh địa thậm chí còn có mỏ vàng, giúp gia đình này có một ảnh hưởng lớn và lâu dài. Việc bảo vệ an ninh và duy trì sự phồn thịnh cho lãnh địa này nhiều khả năng đã tạo ra các mối quan hệ chính thức với những lãnh chúa địa phương xung quanh đó, giải thích cho việc một cái tên xuất phát từ hoàng tộc Thrace, Olorus, được sử dụng ở gia đình Thucydides. Sau khi bị lưu đày, Thucydides ở lại luôn lãnh địa của gia đình mình và với thu nhập từ các mỏ vàng, ông có thể dành toàn bộ thời gian cho việc nghiên cứu và chép sử, bao gồm rất nhiều chuyến đi thực tế. Tức là về thực tế, lúc đó ông giống như một chính trị gia quý tộc giàu có, có quan hệ rộng đã nghỉ hưu dành thời gian cho khoa học, hơn là một người bị lưu đày.

### Cứ liệu từ giai đoạn sau Thucydides
Các cứ liệu còn lại về cuộc đời Thucydides cũng xuất hiện ở những nguồn cổ đại sau khi ông mất, nhưng kém tin cậy hơn. Theo nhà địa lý học Pausanias, một người tên là Oenobius đã vận động thông qua một đạo luật cho phép Thucydides trở lại Athens, có thể là không lâu sau khi thành bang này đầu hàng và chiến tranh kết thúc năm 404 TCN. Pausanias viết tiếp rằng Thucydides bị sát hại trên đường trở về Athens. Nhiều nhà sử học nghi ngờ độ chính xác của thông tin này khi có những cứ liệu cho thấy ông còn sống tới năm 397 trước công nguyên. Plutarch thì cho biết thi thể ông được đưa trở lại Athens và chôn cất trong khu lăng mộ của gia đình Cimon.

## Giáo dục
Dù không có bằng chứng chắc chắn nào để khẳng định, nhưng văn phong trong các tác phẩm của Thucydides cho thấy ông tối thiểu là một người quen thuộc với phong cách hùng biện Hy Lạp cổ đại ở Athens và các thành bang khác. Ngoài ra, Thucydides rất chú trọng tới lý thuyết nguyên nhân và hệ quả. Cách tư duy của ông cũng bị ảnh hưởng nhiều bởi những tác giả triết học và y học đi trước của Hy Lạp như Hippocrates.